# Sint-Amands
Sint-Amands é um município da Bélgica localizado no distrito de Mechelen, província de Antuérpia, região da Flandres.